# Біглиця
Біглиця — село у складі Лакедемонівського сільського поселення Неклинівського району Ростовської області.
Населення — 1705 осіб (2010 рік).

## Географія
Біглиця розташована на південному заході Міуського півострова на захід від Таганрогу. Біля села Біглицька коса й московська Семеновська фортеця кінця 17-початку 18 сторіччя.

### Вулиці
- вул. Зарайченкова,
- вул. Леніна,
- вул. Миру,
- вул. Жовтнева -2 шт,
- вул. Першотравнева,
- вул. Садова,
- вул. Свободи,
- вул. Чапаєва.